# Síndrome d'Usher
La síndrome d'Usher, també coneguda com a síndrome de Hallgren o síndrome d'Usher-Hallgren, és un trastorn genètic minoritari associat a una mutació en algun d'almenys onze gens. És la causa principal de sordceguesa congènita i s'hereta seguint un patró autosòmic recessiu.
Aquesta síndrome es caracteritza per la sordesa i la pèrdua gradual de la vista. Es classifica en tres subtipus diferents (I, II i III) segons els gens que en són responsables i l'aparició de la sordesa. Els problemes auditius són causats per un defecte a l'orella interna, que de vegades pot afectar també al sistema vestibular, mentre que el dèficit visual s'associa a la retinosi pigmentària (RP), una degeneració de les cèl·lules de la retina.
La prevalença de la síndrome d'Usher varia arreu del món, amb la freqüència més elevada (1 per cada 12.500) a Alemanya i la més baixa (1 cas entre 28.000) a Noruega. El tipus I és més freqüent entre asquenazites i acadians, mentre que el tipus III rarament no es troba en asquenazites i finesos. La síndrome d'Usher rep el seu nom en honor de l'oftalmòleg escocès Charles Usher, que va estudiar la patologia i la transmissió de la síndrome el 1914.